# E’Twaun Moore
E’Twaun Donte Moore (* 25. Februar 1989 in East Chicago, Indiana) ist ein US-amerikanischer Basketballspieler, der zuletzt in der NBA-Saison 2021 bei den Phoenix Suns in der NBA auf der Position des Shooting Guards spielte.

## Karriere
Nachdem Moore vier Jahre für die Purdue University gespielt hatte, wurde er bei der NBA-Draft 2011 von den Boston Celtics an 55. Stelle ausgewählt. Aufgrund des Lockouts in der NBA spielte er jedoch zunächst bei Benetton Treviso in Italien. Nach Ende des Lockouts wurde er von den Celtics unter Vertrag genommen, für die er 38 Saisonspiele machte. Im Sommer 2012 kam er über die Houston Rockets zu den Orlando Magic. Bei den Magic entwickelte er sich zu einem guten Rotationsspieler, wechselte jedoch im Sommer 2014 zu den Chicago Bulls, wo er bei den verletzungsgeplagten Bulls viel Spielzeit bekam und eine starke Saison 2015/16 spielte, in der er 45 % seiner Dreipunktwürfe traf. Im Sommer 2016 wechselte er daraufhin zu den New Orleans Pelicans. Er erzielte bei den Pelicans einen Karrierebestwert von 9,6 Punkten pro Spiel in 73 NBA-Spielen.

## Karriere-Statistiken

### NBA

#### Reguläre Saison
| Saison  | Team        | GP  | GS  | MPG  | FG % | 3P % | FT %  | RPG | APG | SPG | BPG | PPG  |
| ------- | ----------- | --- | --- | ---- | ---- | ---- | ----- | --- | --- | --- | --- | ---- |
| 2011–12 | Boston      | 38  | 0   | 8.7  | .387 | .378 | 1.000 | 0.9 | 0.9 | 0.3 | 0.1 | 2.9  |
| 2012–13 | Orlando     | 75  | 21  | 22.4 | .396 | .340 | .797  | 2.2 | 2.7 | 0.7 | 0.3 | 7.8  |
| 2013–14 | Orlando     | 79  | 3   | 19.1 | .428 | .354 | .765  | 1.7 | 1.4 | 0.8 | 0.2 | 6.3  |
| 2014–15 | Chicago     | 56  | 0   | 9.0  | .446 | .342 | .600  | 0.8 | 0.6 | 0.4 | 0.1 | 2.7  |
| 2015–16 | Chicago     | 59  | 22  | 21.4 | .481 | .452 | .629  | 2.3 | 1.7 | 0.6 | 0.3 | 7.5  |
| 2016–17 | New Orleans | 73  | 22  | 24.9 | .457 | .370 | .770  | 2.1 | 2.2 | 0.7 | 0.4 | 9.6  |
| 2017–18 | New Orleans | 82  | 80  | 31.5 | .508 | .425 | .706  | 2.9 | 2.3 | 1.0 | 0.1 | 12.5 |
| 2018–19 | New Orleans | 53  | 36  | 27.6 | .481 | .432 | .763  | 2.4 | 1.9 | 0.8 | 0.2 | 11.9 |
| 2019–20 | New Orleans | 56  | 6   | 18.2 | .426 | .377 | .689  | 2.3 | 1.4 | 0.6 | 0.2 | 8.3  |
| 2020–21 | Phoenix     | 27  | 1   | 14.4 | .455 | .314 | .857  | 1.7 | 1.5 | 0.6 | 0.2 | 4.9  |
| Gesamt  | Gesamt      | 598 | 191 | 21.0 | .455 | .388 | .742  | 2.0 | 1.8 | 0.7 | 0.2 | 7.9  |

#### Play-offs
| Saison  | Team        | GP | GS | MPG  | FG % | 3P %  | FT % | RPG | APG | SPG | BPG | PPG  |
| ------- | ----------- | -- | -- | ---- | ---- | ----- | ---- | --- | --- | --- | --- | ---- |
| 2011–12 | Boston      | 9  | 0  | 2.3  | .250 | .000  | .500 | 0.3 | 0.3 | 0.0 | 0.1 | 0.6  |
| 2014–15 | Chicago     | 3  | 0  | 3.0  | .333 | 1.000 |      | 1.0 | 0.0 | 0.7 | 0.0 | 1.7  |
| 2017–18 | New Orleans | 9  | 9  | 31.6 | .466 | .360  | .688 | 2.6 | 1.7 | 0.7 | 0.1 | 11.3 |
| Gesamt  | Gesamt      | 21 | 9  | 15.0 | .441 | .357  | .667 | 1.4 | 0.9 | 0.4 | 0.1 | 5.3  |